# لیسا اوویر
لیسا اوویر (استونیایی: Liisa Oviir؛ زادهٔ ۱ مارس ۱۹۷۷) سیاست‌مدار اهل استونی است. وی از سال ۲۰۱۵ تا ۲۰۱۶ وزیر کارآفرینی استونی بوده است.